# اچ‌ام‌اس ریدر (پی۲۷۵)
اچ‌ام‌اس ریدر (پی۲۷۵) (به انگلیسی: HMS Raider (P275)) یک کشتی است که طول آن 20.8 m (68 ft 3 in) می‌باشد. این کشتی در سال ۱۹۸۸ ساخته شد.